# Manuel Rosas Arreola
Manuel Rosas Arreola (Guadalajara, 14 ottobre 1983) è un ex calciatore messicano naturalizzato nicaraguense, di ruolo difensore.

## Carriera

### Club
Ha sempre giocato nel campionato nicaraguense.

### Nazionale
Ha debuttato in nazionale nel 2013, venendo convocato per la Gold Cup del 2017 e per quella del 2019.